# Voo NOAR Linhas Aéreas 4896
O Voo NOAR Linhas Aéreas 4896 foi uma rota aérea doméstica do Brasil,  operado pela NOAR Linhas Aéreas, partindo do Aeroporto Guararapes, em Recife, com destino ao Aeroporto de Mossoró, em Mossoró, com escala em Natal. No dia 13 de julho de 2011, a aeronave modelo LET L-410, prefixo PR-NOB, se acidentou logo após a decolagem, matando seus dezesseis ocupantes.

## Aeronave

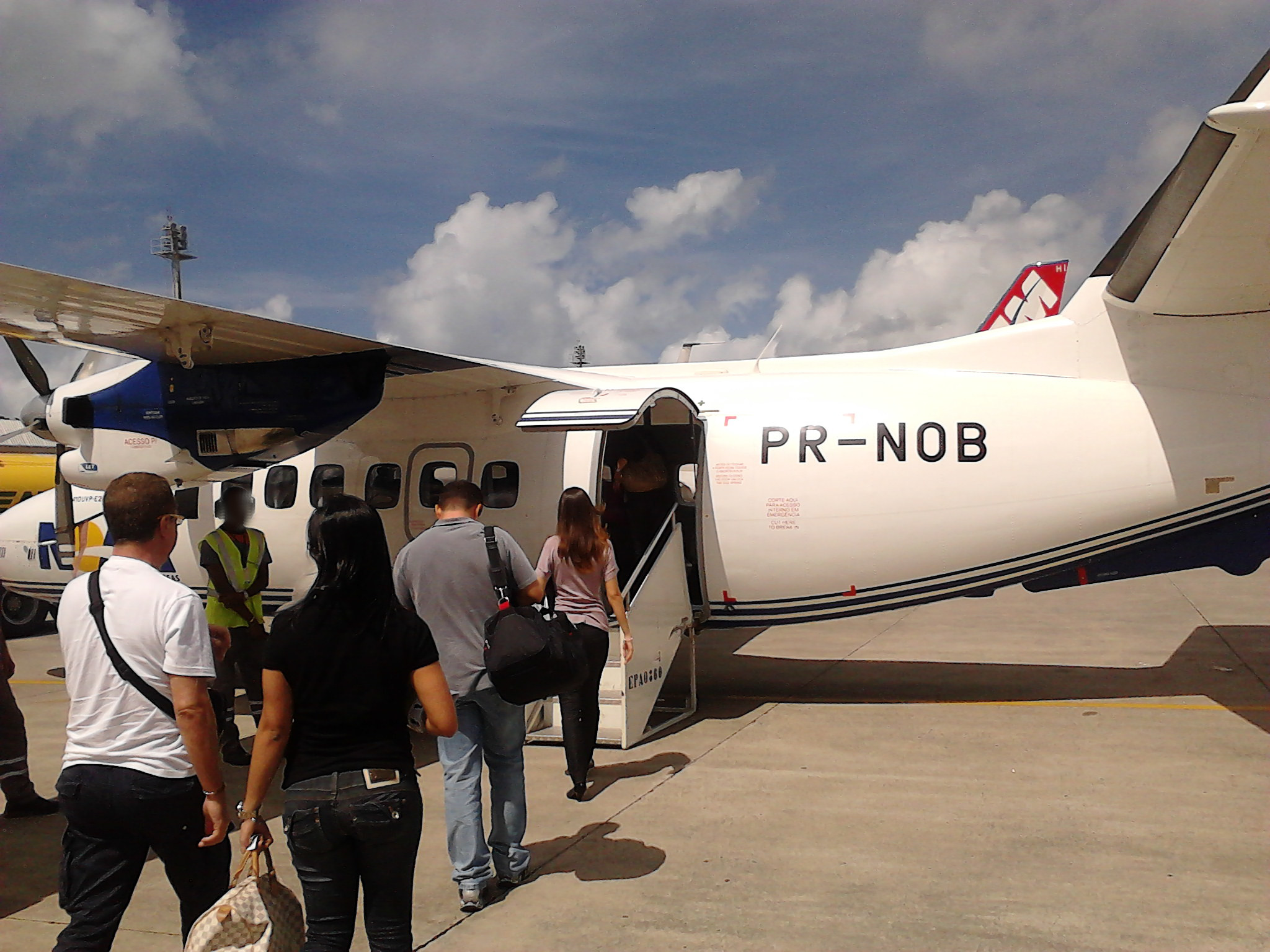
Aeronave LET L-410 da empresa NOAR com prefixo PR-NOB, fotografada em 03 de junho de 2011, 40 dias antes do acidente.

A aeronave acidentada era um LET L-410, um bimotor turboélice de asa alta fabricado pela empresa tcheca Let Kunovice. Desenvolvido na década de 1960 para substituir os obsoletos Antonov An-2 da Aeroflot e da Slov-Air, fez seu primeiro voo em 16 de abril de 1969. Tendo sido aprovado, a produção iniciou-se em 1971, continuando até os dias atuais. O voo 4896 foi operado pelo avião de prefixo PR-NOB, a segunda quatro aeronaves novas encomendadas pela empresa, entregue em setembro de 2010, direto da planta da Let, em Kunovice, distrito de Uherské Hradiště na República Checa, sob o número de construção 2722. A primeira aeronave foi entregue em março daquele ano, recebendo o prefixo PR-NOA.

## Acidente
O LET L-410 faria o voo 4896 entre Recife e Mossoró, com escala em Natal. Às 06h51 foi iniciada a decolagem, pilotada pelo comandante Rivaldo Paurílio Cardoso e o primeiro-oficial Roberto Gonçalves, tendo catorze passageiros a bordo. Poucos segundos depois, o motor esquerdo entrou em pane, obrigando o comandante Rivaldo a relatar estado de emergência à torre e retornar ao aeroporto para executar uma aterrissagem forçada na pista 36. Durante a manobra, o piloto desistiu da aproximação por conta do agravamento dos problemas técnicos e tentou realizar o pouso de emergência na praia de Boa Viagem. A aeronave caiu durante essa tentativa, incendiando-se logo em seguida. Apesar do rápido atendimento das equipes de resgate, todos os passageiros e tripulantes morreram durante o choque com o solo.

## Investigações

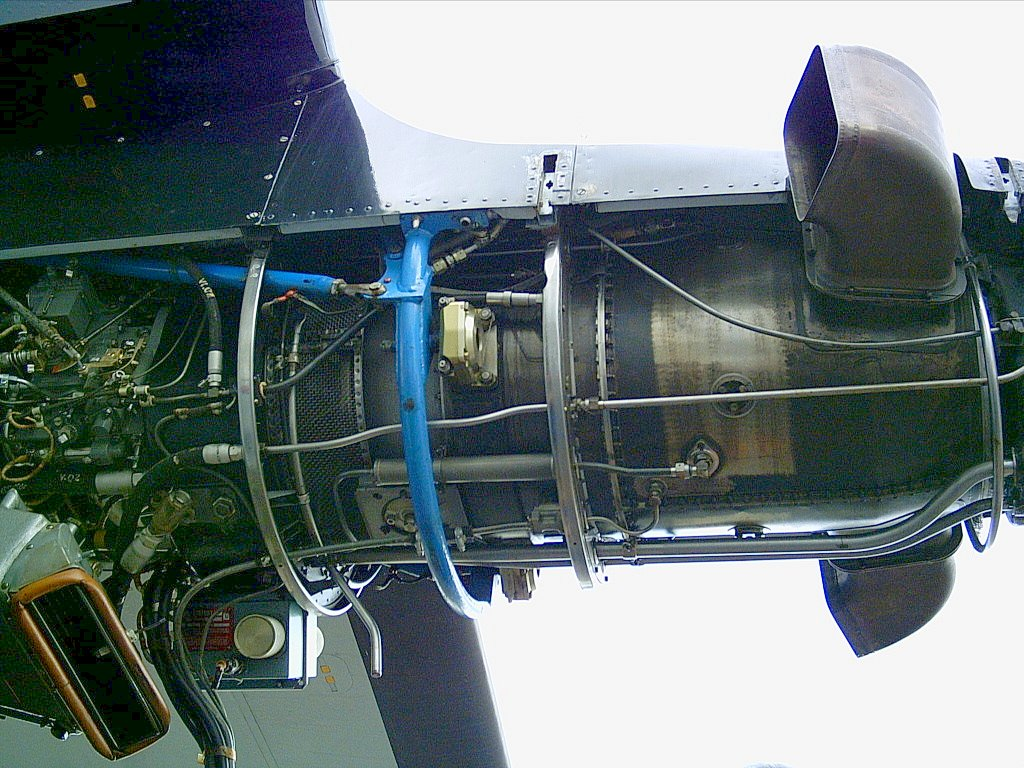
Motor turboélice Walter M601.

As investigações foram logo iniciadas pelo Centro de Investigação e Prevenção de Acidentes Aeronáuticos (CENIPA). O violento impacto com o solo e a explosão da aeronave destruíram as caixas pretas, dificultando os trabalhos. O relatório final foi apresentado em 19 de julho de 2013, cerca de dois anos depois do fato.
Segundo as investigações, o acidente originou-se em uma falha de motor durante a decolagem. O rompimento da palheta nº 27 levou à uma falha fatal no motor Walter M601, posicionado no lado esquerdo da aeronave, que incendiou-se e precisou ser desligado. O avião estava voando a 400 pés quando a tripulação decidiu retornar ao aeroporto dos Guararapes, embora o manual de operações da aeronave indicasse que o procedimento de emergência para o caso devesse ser executado a 1,5 mil pés. O procedimento efetuado abaixo da altitude recomendada pelo fabricante causou a queda da aeronave. Apesar de não ter influenciado no acidente, o CENIPA identificou um excesso de bagagem de 73 kg.
O motor em questão havia sido substituído pela LET, três meses antes do acidente, com a troca de algumas palhetas, das quais 51 foram reaproveitadas pela fabricante e remontadas no motor, pois se encontravam dentro de sua vida útil programada. A palheta de nº 27 era uma delas e sofreu fadiga em sua base, o que causou seu rompimento e consequente desastre. Por conta de planos de manutenção deficientes, a NOAR não detectou o problema.
Já o erro da tripulação foi causado por divergências entre o manual de operações da empresa aérea e o do fabricante da aeronave, o que indica falta de treinamento adequado por parte da companhia.

## Consequências
Após o acidente, a ANAC suspendeu o Certificado de Homologação de Empresa de Transporte Aéreo (CHETA) da NOAR, até a conclusão das investigações pelo CENIPA. Denúncias feitas pela imprensa, por meio de ex-funcionários da empresa que furtaram documentos dos hangares para serem entregues aos jornalistas, indicaram manutenção deficiente e operações inadequadas.
Em 17 de julho de 2011, quatro dias após o acidente, a ANAC suspendeu as atividades da empresa, que encerrou suas atividades em seguida, tendo sua concessão para exploração de serviço de transporte aéreo público regular de passageiro, carga e mala postal, canceladas pela ANAC, em 28 de novembro de 2014.

## Pesquisa do pós-trauma
Dois anos após o acidente, a psicóloga Maria da Conceição Correia Pereira conduziu pesquisa sobre impacto tardio no sofrimento na saúde mental pós-traumático em familiares de vítimas do desastre aéreo. O resultado evidenciou que dois anos depois, o trauma da morte do familiar permanecia. Nesta pesquisa foram excluídos familiares menores de 18 anos.